# Dieter Prätzel-Wolters
Dieter Prätzel-Wolters (* 18. November 1950 in Emden) ist ein deutscher Mathematiker, Professor für Technomathematik an der Technischen Universität Kaiserslautern und ehemaliger Leiter des Fraunhofer-Instituts für Techno- und Wirtschaftsmathematik.

## Leben
Prätzel-Wolters studierte von 1973 bis 1976 Mathematik, Physik und Ökonomie in Hamburg und Bremen. Er schloss sein Studium an der Universität Bremen mit dem Diplom in Mathematik ab. Daran schloss sich bis 1981 seine Promotion bei Diederich Hinrichsen im Fach Mathematik an der Universität Bremen an. Titel der Dissertation ist Feedback morphisms between linear systems: a unified approach to state space systems, transfer functions and system matrices.
Vor seiner Berufung zum Professor an der TU Kaiserslautern im Jahr 1987, war Prätzel-Wolters von 1976 bis 1978 am mathematischen Institut der Universität Oldenburg beschäftigt und von 1978 bis 1987 Assistent am Zentrum für dynamische Systeme der Universität Bremen. Prätzel-Wolters leitete von 1991 bis 2001 das Graduiertenkolleg Technomathematik und war von 2001 bis 2019 Leiter des Fraunhofer-Instituts für Techno- und Wirtschaftsmathematik.
Zu Prätzel-Wolters’ Forschungsinteressen gehören u. a. die System- und die Kontrolltheorie.

## Auszeichnungen
Prätzel-Wolters wurde 2011 mit dem Verdienstorden des Landes Rheinland-Pfalz ausgezeichnet.

## Schriften
- D. Prätzel-Wolters, U. Helmke, E. Zerz (Hrsg.): Operators, Systems and Linear Algebra. Teubner, Stuttgart 1997, ISBN 3-519-02608-2.
- D. Prätzel-Wolters, F. Colonius, U. Helmke (Hrsg.): Advances in Mathematical Systems Theory. Birkhäuser, Basel 1999, ISBN 3-7643-4162-9.